# 梅沢富美男と東野幸治のまんぷく農家メシ!
『梅沢富美男と東野幸治のまんぷくメシ!』（うめざわとみおとひがしのこうじのまんぷくめし!）は、NHK BSプレミアムで放送されていたグルメ・バラエティー番組で、梅沢富美男と東野幸治の冠番組でもある。2021年3月までは『梅沢富美男と東野幸治のまんぷく農家メシ!』（うめざわとみおとひがしのこうじのまんぷくのうかめし!）というタイトルで放送されていた。
レギュラー化に先駆け、2016年に「福岡県北九州市のタケノコ」「北海道余市町のトマト」が放送された。

## 概要
自称・芸能界No.1ドライバーの梅沢富美男と東野幸治が、軽自動車で全国の農家を訪ねてまわる。生産者だからこそ作れるオイシイ農家メシを味わいながら、生産者の皆さんと楽しいトークを繰り広げる。農家以外でも、漁師町（『まんぷく漁師メシ!』）、酪農家（『まんぷく酪農家メシ!』）を訪れたり、ご当地メシを紹介する回（『まんぷくご当地メシ!』）もあって、タイトルが微妙に変わる場合があった。このため、2021年4月からは農家メシ以外の回でもタイトルを統一するため、『まんぷくメシ!』に改題された。

## 出演者
- 梅沢富美男
- 東野幸治

ナレーション
- 友近（- 2019年4月）
- 鈴木奈々（2019年4月 - 2020年3月）
- 乙葉（2020年4月 -）

## テーマ曲
- 「YOKOMO」 by Yamasuki Singers （アルバム『素晴らしきYAMASUKIの世界』より）

## 放送時間
月曜19:00 - 19:29（日本標準時。以下同）
以前の放送: 火曜18:30 - 18:59（2018年3月まで）→土曜18:00 - 18:29（2018年4月7日 - 2019年3月）
再放送:  日曜7:00 - 7:29
※ ワールド・プレミアム: 金曜15:25 - 15:54
※ 総合テレビ: 水曜12:20 - 12:45 ※短縮版

## 過去の放送
太字はNHK東日本大震災プロジェクト関連として括られている。
2016年
| 放送日時 | テーマ         | 場所         |
| -------- | -------------- | ------------ |
| 3月17日  | 合馬のタケノコ | 福岡・北九州 |
| 7月29日  | トマト（前編） | 北海道・余市 |
| 8月5日   | トマト（後編） | 北海道・余市 |

2017年
| 放送日時 | テーマ               | 場所           |
| -------- | -------------------- | -------------- |
| 4月4日   | 春キャベツ           | 神奈川・三浦   |
| 4月11日  | 春にんじん（和風編） | 徳島・板野     |
| 4月18日  | 春にんじん（洋風編） | 徳島・板野     |
| 5月2日   | かぶ                 | 千葉・柏       |
| 5月9日   | わさび               | 長野・安曇野   |
| 5月16日  | アスパラガス         | 長野・安曇野   |
| 6月6日   | 水なす               | 大阪・貝塚     |
| 6月13日  | 丸なす               | 奈良・大和郡山 |
| 6月20日  | 春の総集編           |                |
| 7月4日   | ピーマン             | 茨城・神栖     |
| 7月11日  | レタス               | 群馬・利根沼田 |
| 7月18日  | モロヘイヤ           | 群馬・太田     |
| 8月1日   | きゅうり             | 福島・須賀川   |
| 8月22日  | だだちゃ豆           | 山形・鶴岡     |
| 8月29日  | つるむらさき         | 山形・寒河江   |
| 9月12日  | じゃがいも（前編）   | 北海道・芽室町 |
| 9月19日  | じゃがいも（後編）   | 北海道・芽室町 |
| 9月26日  | 夏の総集編           |                |
| 10月3日  | れんこん             | 茨城・土浦     |
| 10月10日 | くり                 | 埼玉・日高     |
| 10月17日 | しいたけ             | 群馬・富岡     |
| 11月7日  | 落花生               | 千葉・八街     |
| 11月14日 | フキ                 | 愛知・東海市   |
| 11月21日 | 大葉                 | 愛知・豊橋     |
| 12月12日 | ながいも             | 青森・東北町   |
| 12月19日 | ごぼう               | 青森・三沢     |
| 12月26日 | 秋の総集編           |                |

2018年
| 放送日時 | テーマ             | 場所                         |
| -------- | ------------------ | ---------------------------- |
| 1月16日  | 白菜               | 鹿児島・曽於市               |
| 1月23日  | 大根               | 鹿児島・大崎町／鹿屋市       |
| 2月13日  | 小松菜             | 東京・江戸川区               |
| 2月20日  | 春菊               | 福岡・福岡市                 |
| 2月27日  | カリフラワー       | 福岡・福津市                 |
| 3月6日   | 菜の花             | 千葉・館山市／鋸南町         |
| 3月27日  | 冬の総集編         |                              |
| 4月7日   | トマト             | 熊本・八代市                 |
| 4月14日  | スナップエンドウ   | 熊本・八代市                 |
| 4月21日  | にら               | 栃木・鹿沼市                 |
| 5月12日  | 新しょうが         | 高知・高知市                 |
| 5月19日  | ししとう           | 高知・南国市                 |
| 5月26日  | パセリ             | 茨城・鉾田市                 |
| 6月2日   | チンゲンサイ       | 静岡・浜松市                 |
| 6月9日   | お茶               | 静岡・浜松市春野町           |
| 6月30日  | セロリ             | 長野・原村                   |
| 7月７日  | ズッキーニ         | 長野・佐久市                 |
| 7月14日  | とうもろこし       | 千葉・山武市／横芝光町       |
| 7月28日  | たこ               | 神奈川・横須賀市             |
| 8月４日  | そうめんかぼちゃ   | 岡山・瀬戸内市               |
| 8月11日  | とうがん           | 岡山・瀬戸内市               |
| 9月８日  | 会津伝統野菜       | 福島・会津若松市／会津坂下町 |
| 9月22日  | 2018年春・夏総集編 |                              |

## 関連書籍
- 『[NHK BSプレミアム　梅沢富美男＆東野幸治　まんぷく農家メシ！]』
  - 著者：NHK「まんぷく農家メシ！」取材班 編
  - 発売日：2017年7月27日
  - 出版社：小学館クリエイティブ